# Nome du Harpon à cordes-côté oriental

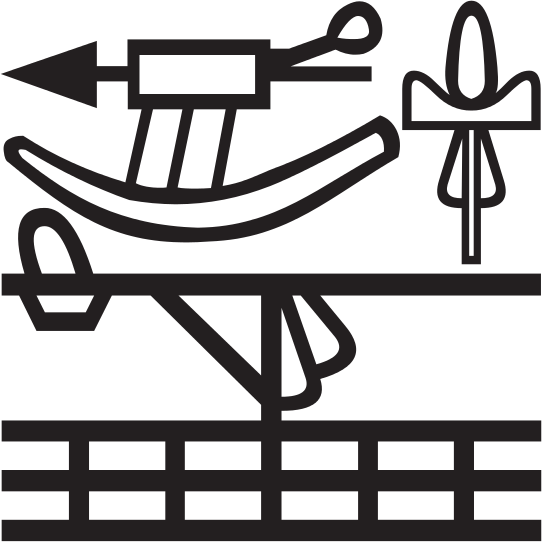
Hiéroglyphe symbole du Nome.

Le nome du Harpon à cordes-côté oriental (wˁ-m-ḥww-gs-jȝbty) ou nome du Harpon oriental (ḥww-jȝbty) est l'un des quarante-deux nomes (division administrative) de l'Égypte antique. C'est l'un des vingt nomes de la Basse-Égypte et il porte le numéro huit.

## Géographie
Ce nome faisait près de quarante-sept kilomètres de long selon la liste des nomes de Sésostris Ier. Le nome se situe le long du Ouadi Toumilat, il était frontalier à l'ouest d'un territoire qui a appartenu successivement au nome du Sceptre intact et au nome de Soped.

## Histoire
Le nome semble ne pas exister avant l'Ancien Empire, faisant partie du nome de l'Orient ; à sa création, le nome du Harpon devint le nome du Harpon occidental.
Tell el-Rétaba faisait partie peut-être partie des « Murs du Prince » d'Amenemhat Ier.
Ce nome est là où se trouve le fameux canal des pharaons, ancêtre antique du canal de Suez.

## Divinités locales

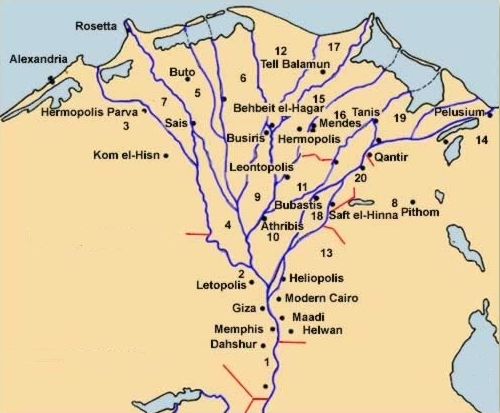
Les nomes de Basse-Égypte

Le dieu principal du nome était Atoum, comme l'indique le nom de la capitale du nome, Per-Atoum (aussi nommmé Pithôm).

## Lieux principaux
Les frontières du nome ont changé avec le temps, les villes citées ci-dessous ont été identifiées comme faisant partie du nome dans ses frontières ptolémaïques.
- Tell el-Rétaba
- Pithôm
- Clysma
- Arsinoé (en)